# Ferronnière

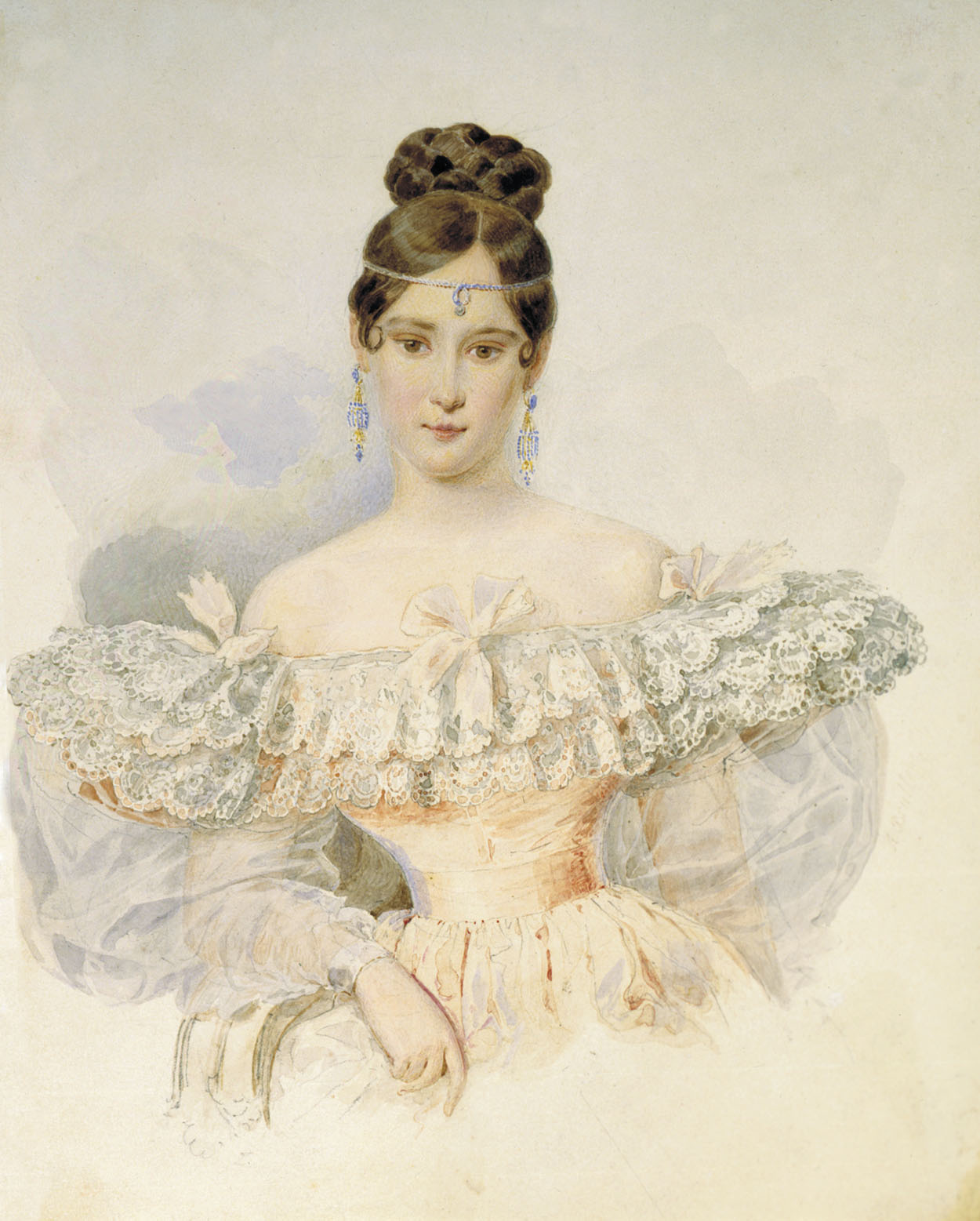
Natalia Goncharova (Púshkina), retratada hacia 1831-1832 por Aleksandr Briulov (1798-1877).

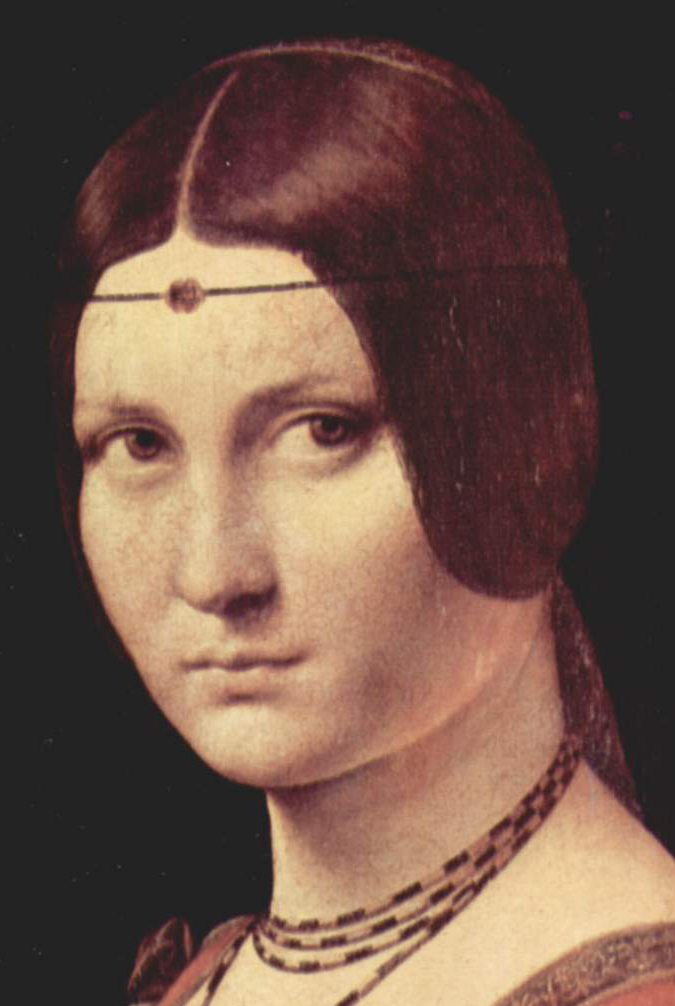
Detalle de La Belle Ferronière, escuela de Leonardo da Vinci, 1490-1496.

Una ferronnière (pronunciación en francés: /fɛʁ.ɔn.jɛʁ/) es un estilo de diadema que rodea la frente del usuario, normalmente con una pequeña joya suspendida en el centro. La forma original de la diadema se usaba en la Italia de finales del siglo XV, y fue rebautizada como ferronnière en el momento de su renacimiento en el segundo cuarto del siglo XIX, tanto para el día como (más frecuentemente) para la ropa de gala y de noche.

## Etimología
El término ferronnière para describir este tipo de diademas se acuñó probablemente a principios del siglo XIX. Merriam-Webster data el primer uso del término en 1831, y el Oxford English Dictionary señala que su registro del primer uso del término se encuentra en una publicación de mediados del siglo XIX llamada World of Fashion. Algunas fuentes sugieren que el término era contemporáneo en la década de 1490.
A menudo se dice que la ferronnière debe su nombre a un retrato de la década de 1490 atribuido a la escuela de Leonardo da Vinci, el de La Belle Ferronière, en el que la retratada lleva dicho adorno. Sin embargo, el título de este cuadro fue asignado en el siglo XVIII,  mucho después de haber sido pintado, bajo la suposición errónea de que retrataba a Madame Le Féron, una supuesta amante de Francisco I de Francia o a otra amante que supuestamente era la esposa de un comerciante de hierro. La traducción literal de ferronnière en español es ferretera; el término se utilizaba para la esposa o la hija de un ferretero. En su catálogo, el Museo del Louvre sugiere que La Belle Ferronnière se llamaba así por su adorno en la frente, teoría que apoyan otros estudiosos, pero otras fuentes concluyen que el ornamento recibió el nombre de la pintura, debido a que la aplicación específica del término aparentemente no existía antes del siglo XIX.

## En la moda

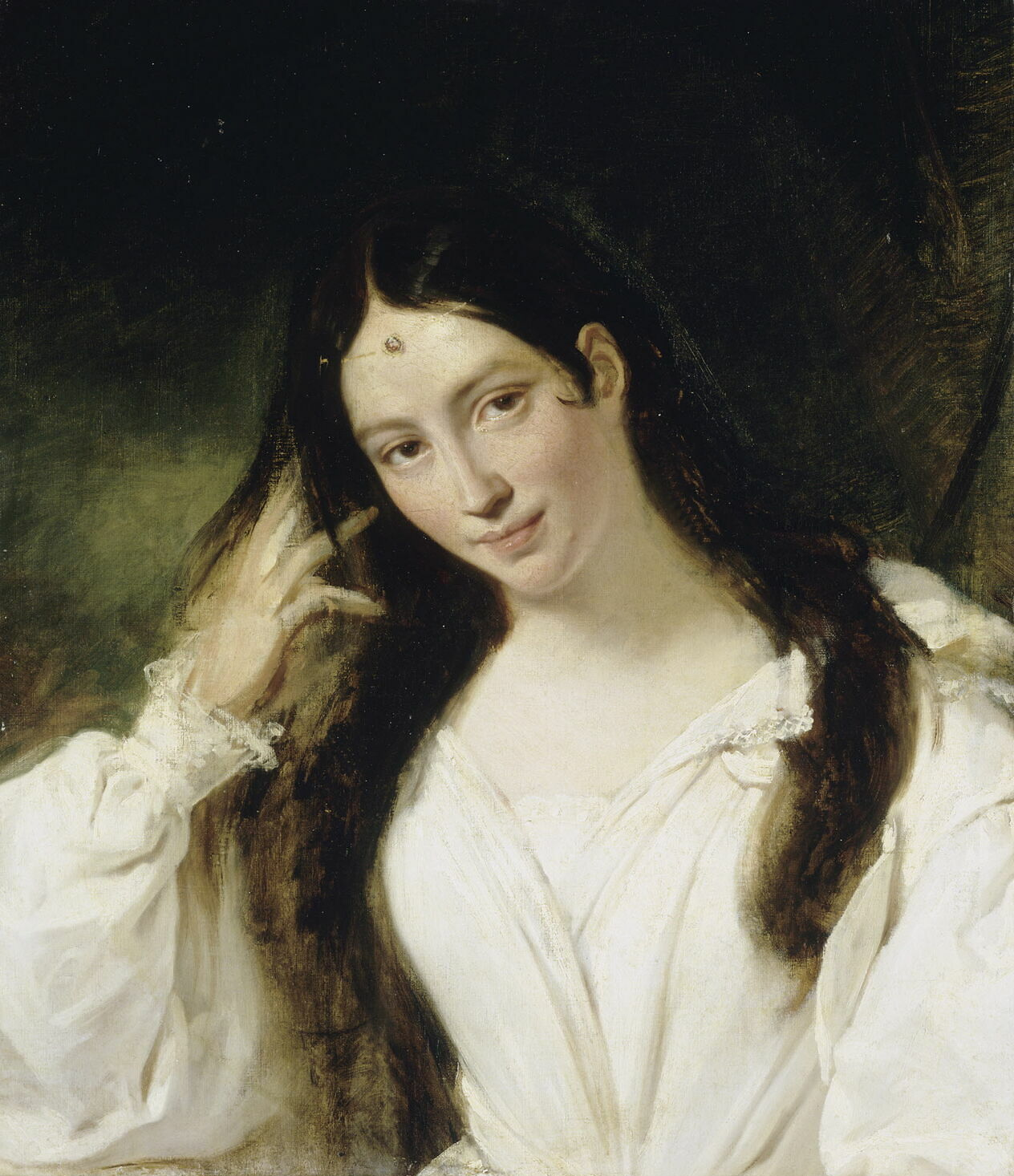
La Malibrán como 'Desdémona', hacia 1830.

El ornamento original que más tarde pasó a llamarse ferronnière era popular en la Italia del siglo XV, donde podía ser de metal o con joyas. La ferronnière del siglo XIX se llevó desde finales de la década de 1820 hasta principios de la de 1840, cuando se consideraba que realzaba una frente alta, y en la década de 1850 ya había pasado de moda. Una fuente contemporánea de 1831 describe la ferronnière como «una pequeña trenza de pelo, adornada en el centro de la frente por un gran brillante, del que depende otro brillante en forma de pera». Se ha descrito como uno de los ejemplos más usados de historicismo en la moda victoriana inicial, llevada debido a la admiración del Romanticismo por esas épocas, como tributo a la Edad Media y el Renacimiento junto a los cinturones de cuentas llamados cordelières  inspirados en la indumentaria de la Alta Edad Media y los peinados con nombres de mujeres históricas como Agnès Sorel y Blanca de Castilla. La ferronnière podía llevarse tanto de día como de noche.  Otros términos para designar adornos similares eran la bandelette y el tour de tête.